# Monica Bacelli
Monica Bacelli (* 1963 in Chieti) ist eine italienische Opernsängerin (Mezzosopran).

## Leben
Bacelli erhielt ihre musikalische Ausbildung am Konservatorium in Pescara. Nachdem sie den Den Belli-Wettbewerb gewonnen hatte, gab sie ihr Debüt in Mozartrollen im Teatro Lirico Sperimentale di Spoleto. Sie singt an bedeutenden Opernhäusern, wie der Mailänder Scala, am Opernhaus Zürich, der Wiener Staatsoper, dem Royal Opera House Covent Garden in London und dem Théâtre de la Monnaie in Brüssel. Zu ihren Partien zählen Rosina im Barbiere di Siviglia in Amsterdam und Rom, Despina und Dorabella in Così fan tutte, der Cherubino und der Idamante, sowie die Angelina in La Cenerentola. Bei den Salzburger Festspielen war sie als Ovid in der Uraufführung von Berios Cronaca del luogo zu hören. Sie sang die Isabella in L’italiana in Algeri an der Nederlandse Opera in Amsterdam und die Ottavia in L’incoronazione di Poppea unter Ivor Bolton beim Maggio Musicale 2000 in Florenz. An der Bayerischen Staatsoper trat sie als Ottavia, Cherubino sowie als Destino, Diana und Furie in La Calisto auf.
2016 war sie in  L’incoronazione di Poppea an der Mailänder Scala zu sehen.